# Lonau

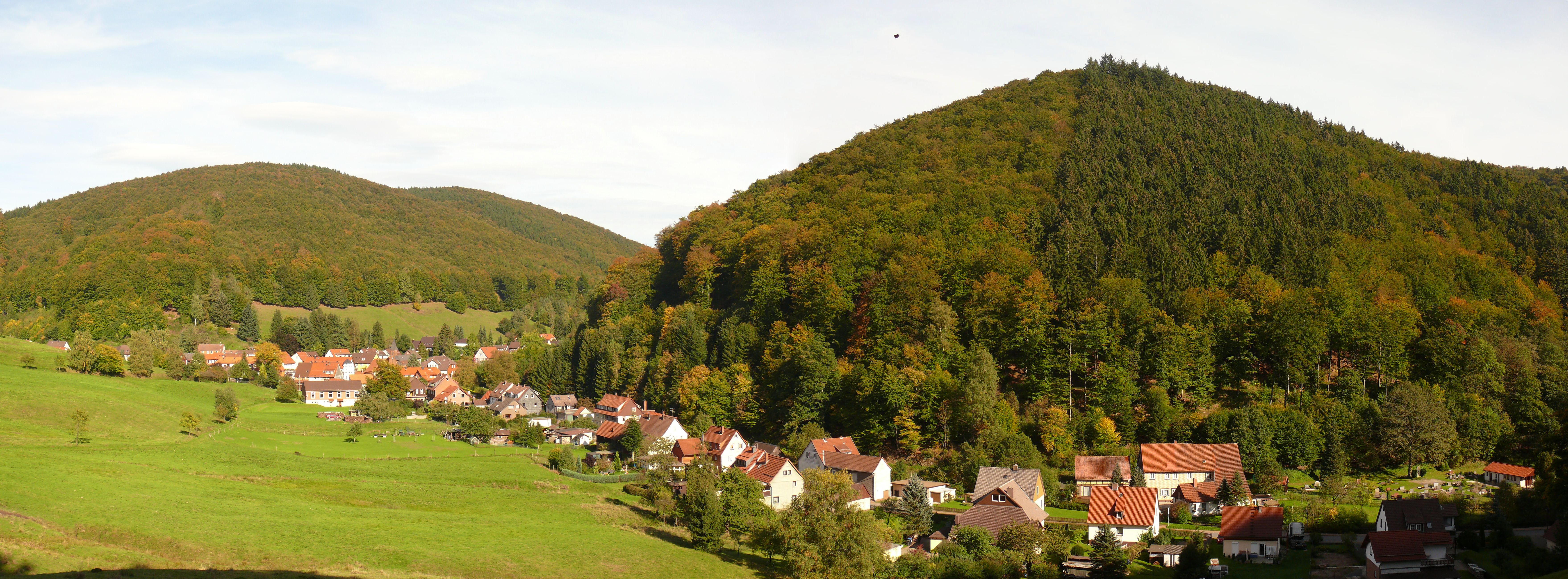
Unterdorf von Lonau, mit Hirtenberg (rechts), Großem Mittelberg (links) und davor liegender Dorfmitte

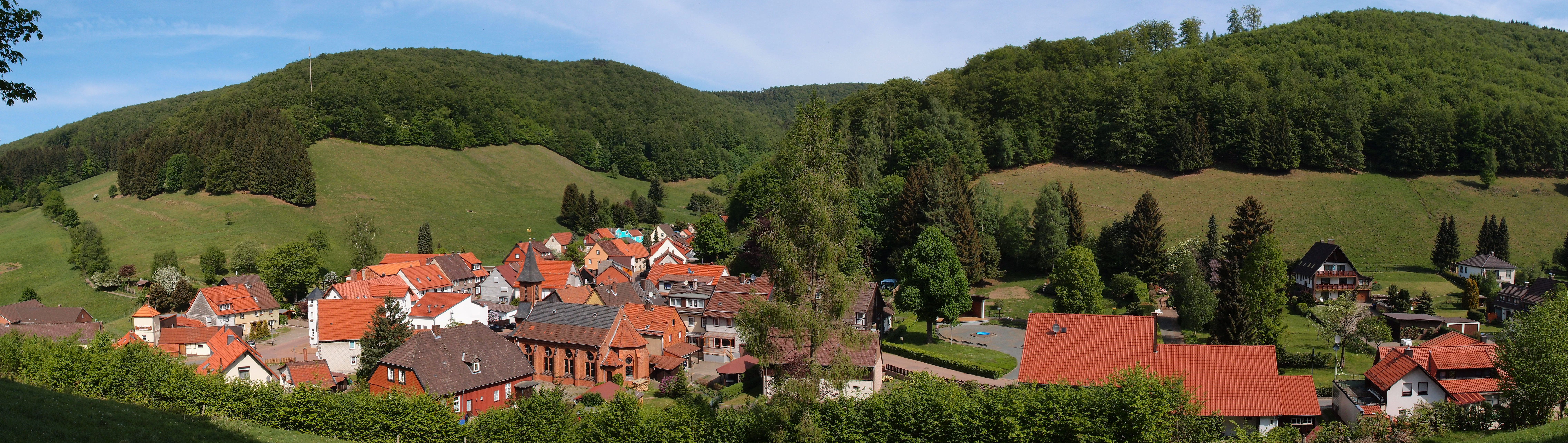
Dorfmitte von Lonau mit südwestlichem Nebengipfel des Braakbergs (links) und Großem Mittelberg (rechts) – von Nordseite des Hirtenbergs betrachtet

Dorfmitte von Lonau mit Großem Mittelberg (links) und der Ortslage Kirchtal mit dem Langfast im Hintergrund

Lonau ist ein Luftkurort im Oberharz und Ortsteil der Stadt Herzberg am Harz im Landkreis Göttingen (ehemals Osterode) in Niedersachsen. Er hat 286 Einwohner (31. Dezember 2023).

## Geografie

### Geographische Lage
Lonau liegt als Sackgassenort im Oberharz in einem kleinen, aus dem Nationalpark Harz ausgeklammerten Gebiet auf 355 bis 430 m ü. NN. Südlich der Dorfmitte vereinigen sich die Kleine Lonau, die aus dem Mariental heran fließt, und die Große Lonau, die aus dem Kirchtal kommt, zum durch das Lonautal südwärts nach Herzberg fließenden Sieber-Zufluss Lonau.
Umliegende Berge sind neben dem Gebirgskamm Auf dem Acker der Heuer im Südwesten, der Braakberg im Westen und Norden, der Kargeskopf im Norden, der Franzosenkopf und der Große Mittelberg im Nordosten, der Langfast im Osten, der Hirtenberg im Südosten und der Große Teichtalskopf im Süden.

### Ortsgliederung
Das Dorf gliedert sich in drei ineinander übergehende Teile: Unterdorf, Kirchtal und Mariental. Die St. Michaelis-Kirche befindet sich etwa in der Dorfmitte am Treffpunkt aller drei Ortslagen.

## Tourismus und Sehenswürdigkeiten
Lonau wird im Sommer hauptsächlich von Wanderurlaubern, im Winter von Skiläufern besucht. Die Hauptsehenswürdigkeiten Lonaus sind die Berggaststätte Hanskühnenburg, die den Ort umgebenden Buchenwälder, die Gemeindekirche, der Lonauer Wasserfall, der sich allerdings in Herzberg befindet und ein Auerhahngehege. Von diesem Gehege ausgehend wurde über Jahrzehnte die Wiedereinbürgerung des Auerhuhns im Harz unternommen – mangels Erfolgs musste dieses Projekt aber eingestellt werden. Im Schaugehege der Aufzuchtstation können jedoch einige Tiere angetroffen werden. Zudem stehen neben einigen Restaurants ein Campingplatz, der Kurpark, ein Freibad und eine Minigolfanlage zur Verfügung.
Von Lonau aus sind mindestens drei Wanderziele erreichbar, die in das System der Stempelstellen der Harzer Wandernadel einbezogen sind: die Köte am Schindelkopf, die Hanskühnenburg und der Große Knollen.

## Geschichte
Kurz vor dem Jahr 1592 wurde in Lonau die Lonauer Eisenhütte errichtet, die über einen Hochofen mit einer angeschlossenen Gießereianlage verfügte. Eng damit verbunden ist die Geschichte der Lonauerhammerhütte.
Lonau gehörte zum Landkreis Zellerfeld. Am 1. Juli 1972 wurde dieser Landkreis aufgelöst. Lonau wechselte in den Landkreis Osterode am Harz und wurde in die Stadt Herzberg am Harz eingegliedert.

## Bedeutung des Ortsnamens
Es gibt zwei verschiedene Ansätze zur Deutung des Ortsnamens Lonau:
- In einer Urkunde aus dem Jahr 1260 wird die Schreibweise Lodenowe verwendet. Das Bestimmungswort Loden bedeutet junger Buchentrieb, Spross oder Zweig, während das Grundwort Owe oder Au ein Flusstal bedeutet.
- Der Ortsname könnte sich aber auch vom älteren Gewässernamen Ludena ableiten, der in etwa die Schlammige, die Lehmige bedeuten würde und später auf die Siedlung übertragen wurde.

## Politik

### Ortsrat
Der Ortsrat setzt sich aus sieben Ratsfrauen und Ratsherren zusammen.
- SPD: 7 Sitze (+1)

(Stand: Kommunalwahl am 12. September 2021, Veränderungen zu 2016)

### Wappen
Das Wappen von Lonau weist in Symbolen auf Gegenwärtiges und Vergangenes sowie auf Besonderheiten des Ortes hin. Im Ortsmittelpunkt des Dorfes mit der Kirche befindet sich der Zusammenfluss der Bäche aus dem Kirchtal und dem Mariental. Die blaue Wellendeichsel soll diese Situation darstellen. Die Lonauer Bevölkerung hat sich den Auerhahn zum Wappentier auserkoren. Nicht zuletzt deshalb, weil man sich hier stets mit der erfolgreichen Arbeit der Auerhahn-Aufzuchtstation zur Wiedereinbürgerung des Auerwildes im Harz seit 1972 identifiziert. Das Buchenblatt ist ein Hinweis auf die Forstwirtschaft und auf den Ortsnamen (s. o.). Seit dem 13. Jahrhundert wurde über Jahrhunderte bis 1753 in Lonau Eisen verhüttet. Gießkelle und Hammer erinnern daran.

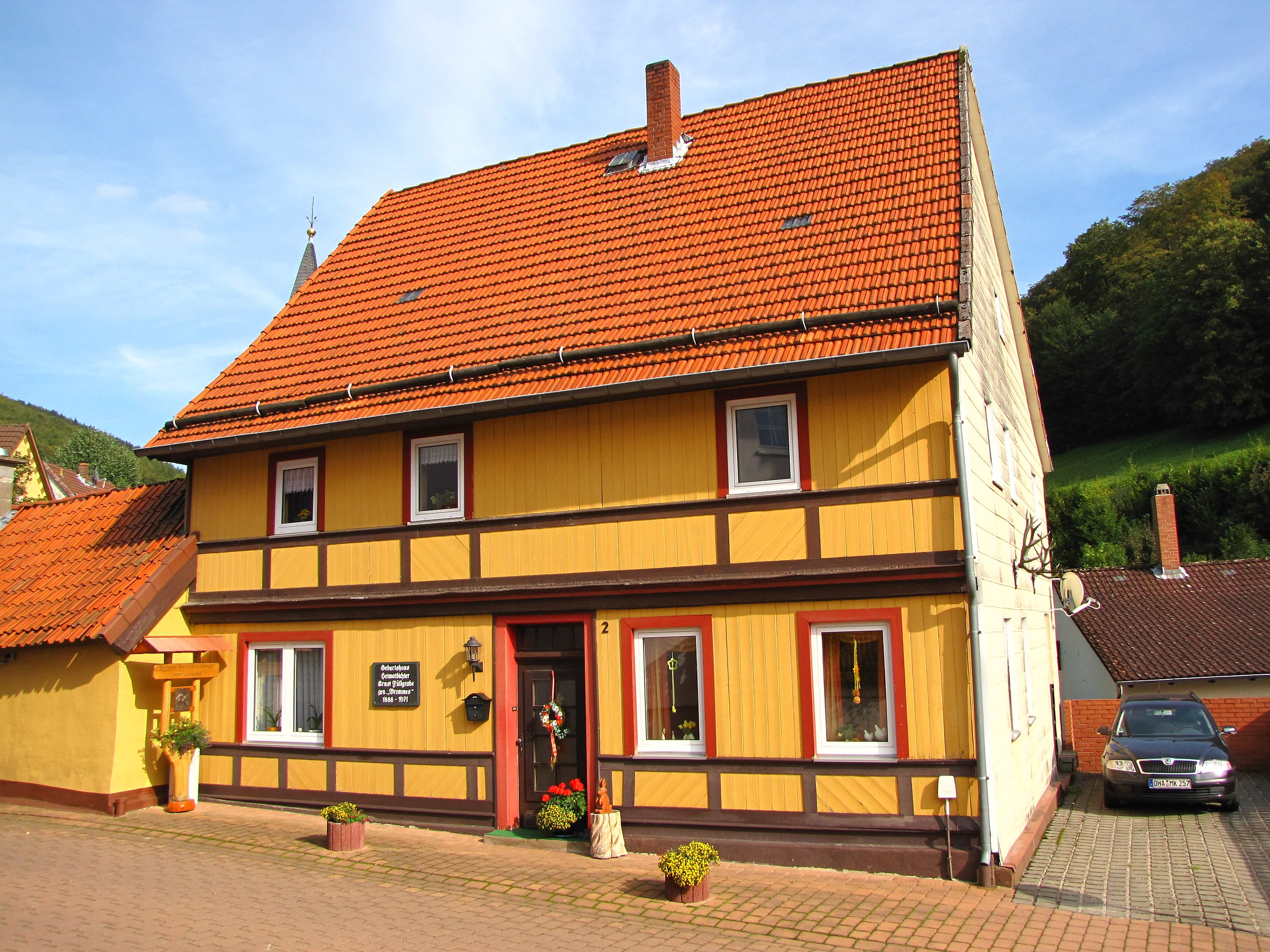
Geburtshaus von Ernst Füllgrabe

## Persönlichkeiten
Der Harzer Heimatdichter Ernst Füllgrabe (1888–1971), genannt „Brommes“, stammt aus Lonau. Eines seiner Gedichte findet man auf einer Tafel oberhalb des Dorfes am Heuerblick.

## Verkehr
Lonau ist per Bus an den Stadtkern von Herzberg angebunden. Die von Herzberg nach Lonau führende Kreisstraße endet im Ort.
Die nächstgelegene Eisenbahnzugangstelle ist der Haltepunkt Herzberg Schloß und der Bahnhof Herzberg (Harz).